# Dirección General del Dato
La Dirección General del Dato es el órgano directivo del Ministerio para la Transformación Digital y de la Función Pública, adscrito a la Secretaría de Estado de Digitalización e Inteligencia Artificial, que tiene como misión el fomento del uso de datos por las Administraciones Públicas, empresas y ciudadanos, así como la compartición en espacios de datos interoperables, contribuyendo al desarrollo del Mercado Único Digital para Europa, en coordinación con los departamentos ministeriales sectoriales competentes y en colaboración con las Comunidades Autónomas y Entidades Locales.

## Historia
Los orígenes de la Dirección General del Dato, creada por Real Decreto 210/2024, de 27 de febrero, se remontan al año 2020. En este año y, en el contexto de la pandemia de COVID-19, se aceleraron numerosas políticas de digitalización, creándose en la Secretaría de Estado de Digitalización e Inteligencia Artificial del entonces Ministerio de Asuntos Económicos y Transformación Digital una Oficina del Dato.
Casi cuatro años después, integrada en el recién fundado Ministerio para la Transformación Digital y de la Función Pública encabezado por José Luis Escrivá, se impulsó esta área y se creó la Dirección General del Dato, elevando considerablemente la categoría de estas competencias —antes tenían nivel inferior al de subdirección general—, y se estructuró mediante una Subdirección General de Programas, Gobernanza y Promoción y una División de Diseño, Innovación y Explotación.

## Estructura
La Dirección General del Dato se estructura mediante dos órganos:
- La Subdirección General de Programas, Gobernanza y Promoción, a la que corresponde:

La coordinación, seguimiento de las estrategias, planes, programas, y cualquiera otra iniciativa en materia de digitalización de los distintos departamentos ministeriales y entidades dependientes, fomentando el diseño orientado al dato, su eficacia, eficiencia e impacto, así como su alineamiento con el marco de las estrategias y programas de la Unión Europea y demás organismos internacionales.
El diseño, implementación, y seguimiento de estrategias, planes, programas, y cualquiera otra iniciativa para el fomento del empleo masivo y compartición de los datos entre empresas, ciudadanos y sector público, así como para el impulso del desarrollo y despliegue de los espacios de datos en los sectores productivos de la economía.
El diseño, desarrollo, impulso y seguimiento de políticas y esquemas de gobernanza, modelos de referencia, catálogos federados de conjuntos y recursos de datos, normas técnicas y tecnologías que fomenten la economía del dato en los sectores productivos de la economía.
La promoción y difusión de mejores prácticas e iniciativas de valor en materia de datos, así como el desarrollo de mecanismos de transferencia de conocimiento, en particular, en los departamentos ministeriales y las Administraciones Públicas.
- La División de Diseño, Innovación y Explotación, a la que corresponde:

La apertura y reutilización en las Administraciones Públicas, coordinando la gestión del punto de acceso y la puesta a disposición de los conjuntos de datos de alto valor públicos.
El fomento del uso de los datos para el apoyo a la toma de decisiones en la gestión pública, en especial el uso de los conjuntos de datos de alto valor públicos para la evaluación de políticas públicas en todas las fases de planificación, implementación, ejecución y evaluación de impacto, así como el diseño y desarrollo de los pilotos y sistemas técnicos de apoyo, en colaboración con los organismos competentes en materia de evaluación de las políticas públicas en el ámbito de la Administración General del Estado.
El diseño, impulso y seguimiento de programas, actuaciones e instrumentos para el despliegue de capacidades, infraestructuras y plataformas que contribuyan a acelerar el empleo de los datos, desarrollar políticas públicas más eficaces y fomenten su soberanía, en coordinación con el resto de unidades competentes en el departamento ministerial.
El diseño, impulso, coordinación y seguimiento de las estrategias, planes, programas e iniciativas que fomenten la investigación, el desarrollo y la innovación en tecnologías, servicios y productos para la economía del dato, contribuyendo al desarrollo de una industria nacional competitiva, en colaboración con el resto de entidades relevantes.
La definición y el diseño y la aplicación, esta última en coordinación con la Agencia Estatal de Administración Digital, de políticas para la gobernanza y la gestión de datos en la Administración General del Estado y sus organismos públicos y entidades de Derecho Público vinculados o dependientes.

## Titulares
- Ruth del Campo Becares (2024-)[4]